# فوجیوارا هوکه
هوکّه (به ژاپنی: 藤原北家 Fujiwara Hokke) یکی از خاندان‌های ژاپنی بود که از خاندان فوجی‌وارا منشعب شده بود. 